# شهرستان فلوید (ایندیانا)
شهرستان فلوید، ایندیانا (به انگلیسی: Floyd County, Indiana) شهرستانی در ایالات متحده آمریکا است که در ایندیانا واقع شده‌است.

## نگارخانه

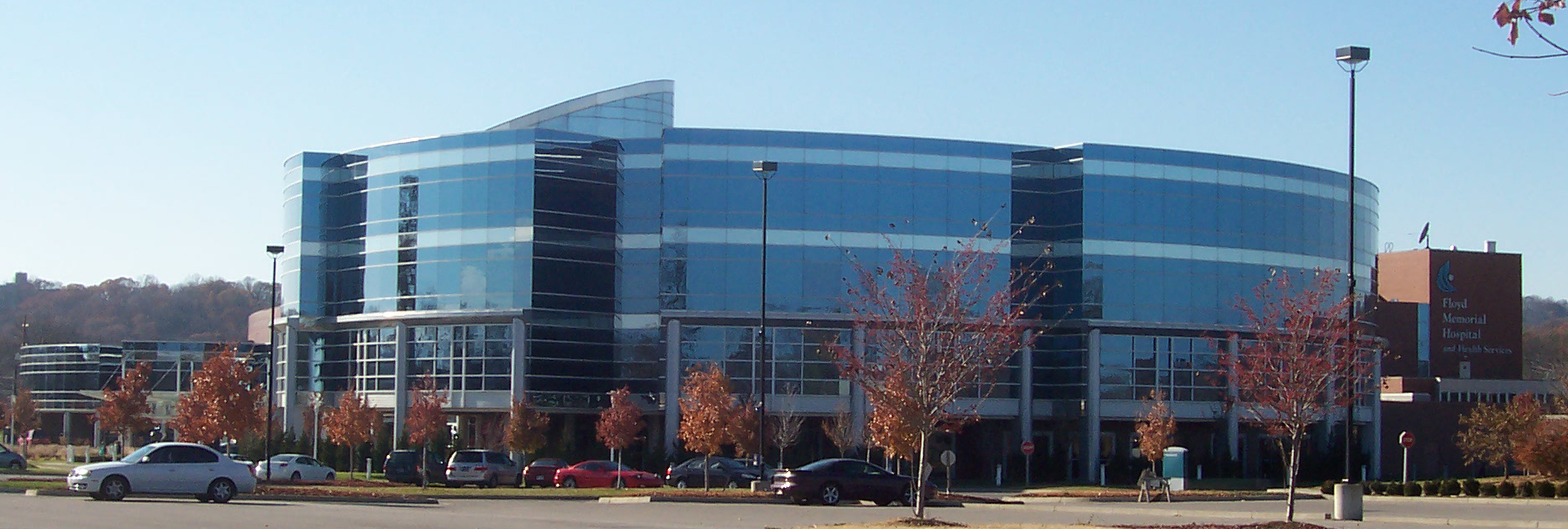
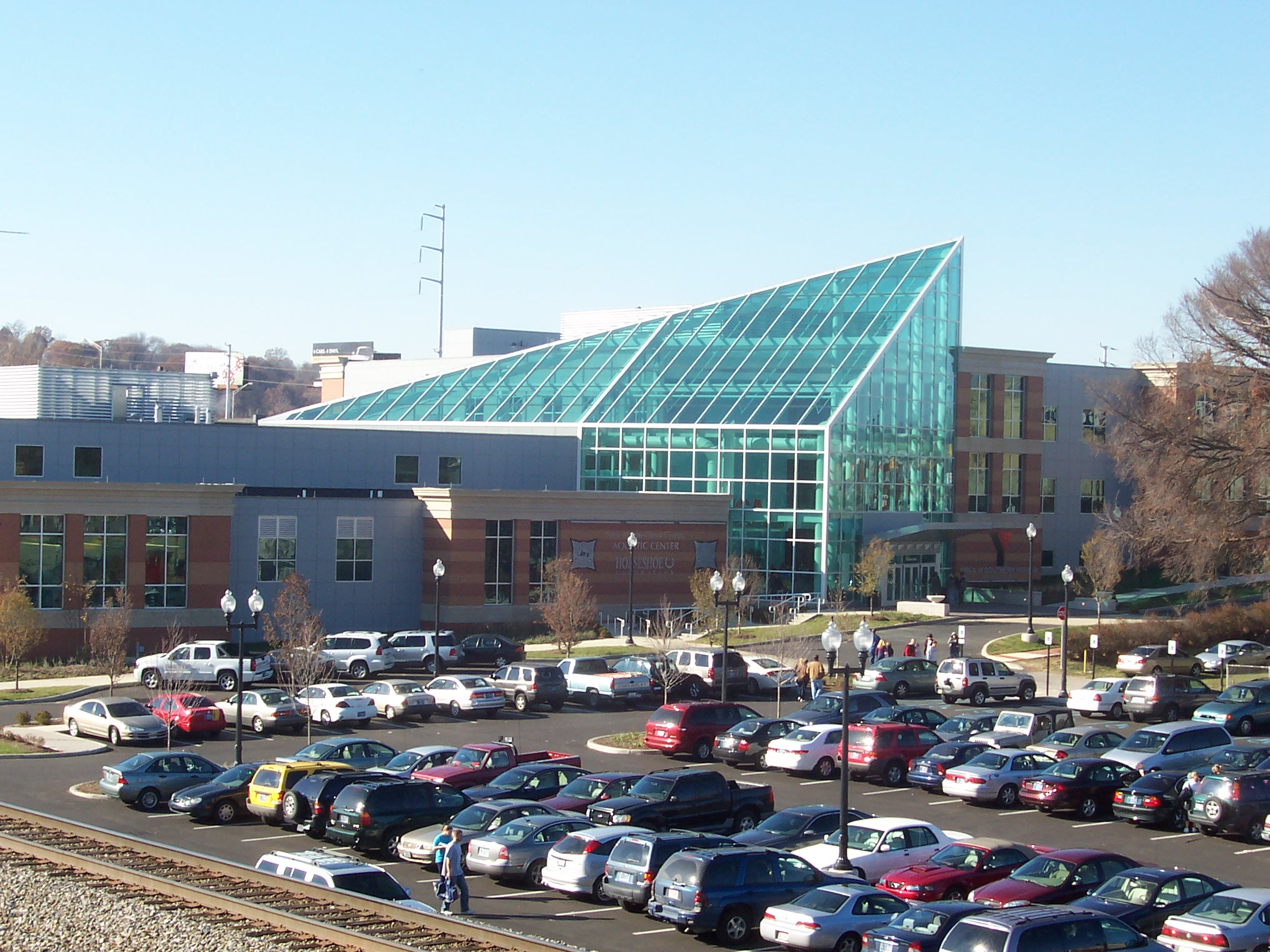
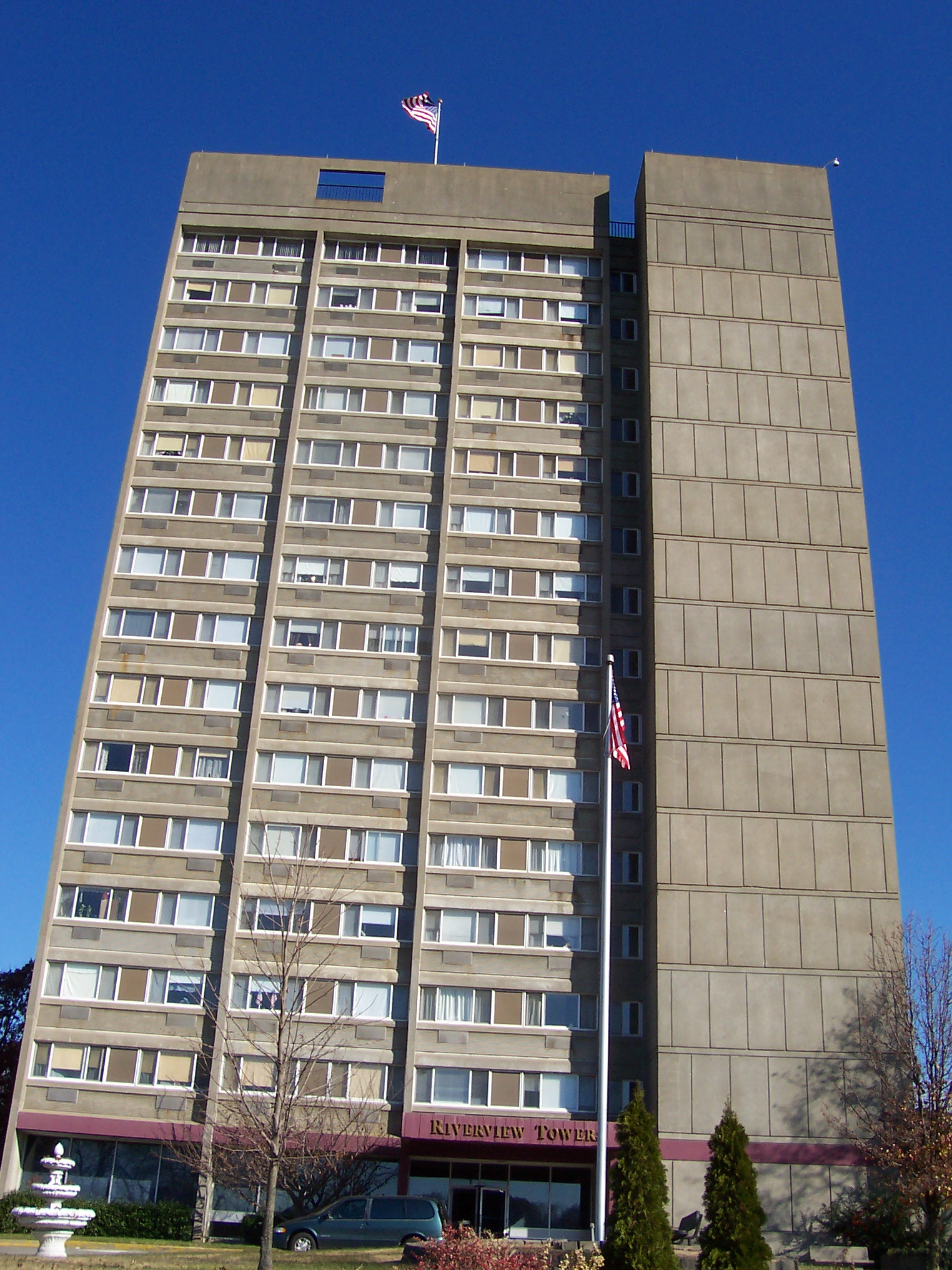